# Medal Fieldsa
Medal Fieldsa – nagroda przyznawana w dziedzinie matematyki nie więcej niż czterem uczonym za wyniki, które miały największy wpływ na jej rozwój. Związana z nim jest premia finansowa w wysokości ok. 5500 dolarów kanadyjskich.
Medal został ufundowany w 1932 przez kanadyjskiego matematyka Johna Charlesa Fieldsa i przyznawany jest co cztery lata (od 1936, z przerwą wojenną do 1950). Wręczeń dokonuje się podczas Międzynarodowych Kongresów Matematyków. Medal Fieldsa przyznaje się wyłącznie matematykom, którzy nie ukończyli 40 lat do 1 stycznia roku jego nadania. Laureatów ustala komitet powoływany co 4 lata przez Międzynarodową Unię Matematyczną.
Medal Fieldsa często nazywany jest „matematycznym Noblem” i jest jednym z najważniejszych wyróżnień w matematyce. Jest on w szczególności jedyną obok Nagrody Nobla nagrodą uwzględnianą przy tworzeniu rankingu szanghajskiego.

## Wygląd
Medal jest wykonywany z 14-karatowego złota według projektu kanadyjskiego artysty, R. Taita McKenziego. Ma 6,35 cm średnicy. 
Z jednej strony widnieją na nim głowa Archimedesa i cytat z rzymskiego poety Maniliusza Transire suum pectus mundoque potiri (Wznieść się ponad granice ludzkich możliwości i przewodzić światu), z drugiej - napis Congregati ex toto orbe mathematici ab scripta insignia tribuere (Zebrani z całego świata matematycy honorują wielkie osiągnięcia). 
Na medalu nie widnieje nazwisko Fieldsa. Umieszcza się na nim nazwisko laureata, ale samo – zgodnie z wolą Fieldsa i postanowieniem społeczności matematycznej, kraj pochodzenia i macierzysta uczelnia laureata nie mają znaczenia.

## Laureaci
Medalem nagrodzono dotąd 64 uczonych (stan na luty 2024), w tym dwie kobiety (Marjam Mirzachani i Marynę Wiazowską). Dwóch laureatów (Edward Witten i Martin Hairer) ma doktoraty nie z matematyki a z fizyki.
Chronologiczna lista laureatów

1936
Lars Valerian Ahlfors (Finlandia)
Jesse Douglas (USA)
1950
Laurent Schwartz (Francja)
Atle Selberg (Norwegia)
1954
Kunihiko Kodaira (Japonia)
Jean-Pierre Serre (Francja)
1958
Klaus Roth (Wielka Brytania)
René Thom (Francja)
1962
Lars Hörmander (Szwecja)
John Milnor (USA)
1966
Michael Francis Atiyah (Wielka Brytania)
Paul Joseph Cohen (USA)
Alexander Grothendieck (Francja)
Stephen Smale (USA)
1970
Alan Baker (Wielka Brytania)
Heisuke Hironaka (Japonia)
Siergiej Nowikow (ZSRR)
John Griggs Thompson (USA)
1974
Enrico Bombieri (Włochy)
David Mumford (USA)
1978
Pierre Deligne (Belgia)
Charles Fefferman (USA)
Grigorij Margulis (ZSRR)
Daniel Quillen (USA)
1982
Alain Connes (Francja)
William Thurston (USA)
Shing-Tung Yau (Chiny)
1986
Simon Kirwan Donaldson (Wielka Brytania)
Gerd Faltings (RFN)
Michael Freedman (USA)
1990
Władimir Drinfeld (ZSRR)
Vaughan Frederick Randal Jones (Nowa Zelandia)
Shigefumi Mori (Japonia)
 Edward Witten (USA)
1994
Jefim Zielmanow (Rosja)
Pierre-Louis Lions (Francja)
Jean Bourgain (Belgia)
Jean-Christophe Yoccoz (Francja)
1998
Richard Ewen Borcherds (Wielka Brytania)
Timothy Gowers (Wielka Brytania)
Maksim Koncewicz (Rosja)
Curtis McMullen (USA)
2002
Laurent Lafforgue (Francja)
Władimir Wojewodski (Rosja/USA)
2006
Andriej Okuńkow (Rosja)
Grigorij Perelman (Rosja, nie przyjął)
Terence Tao (Australia)
Wendelin Werner (Francja)
2010
Ngô Bảo Châu (Wietnam, Francja)
Elon Lindenstrauss (Izrael)
Stanisław Smirnow (Rosja)
Cédric Villani (Francja)
2014
Artur Avila (Brazylia, Francja)
Manjul Bhargava (Kanada, USA)
Martin Hairer (Austria, Wielka Brytania)
Marjam Mirzachani (Iran, USA)
2018
Caucher Birkar (Iran, Wielka Brytania)
Alessio Figalli (Włochy)
Peter Scholze (Niemcy)
Akshay Venkatesh (Australia)
2022
Hugo Duminil-Copin (Francja)
June Huh (Korea)
James Maynard (Wlk. Brytania)
Maryna Wiazowska (Ukraina)